# Kenrickodes toulgoeti
Kenrickodes toulgoeti är en fjärilsart som beskrevs av Pierre E.L. Viette 1965. Kenrickodes toulgoeti ingår i släktet Kenrickodes och familjen nattflyn. Inga underarter finns listade i Catalogue of Life.